# Leg drop
Un leg drop avviene colpendo l'avversario (già al tappeto) con le proprie gambe all'altezza del petto, del collo o della testa.

## Varianti

### Leg drop bulldog
Meglio conosciuta come Famouser, la mossa comporta che il wrestler esecutore colpisca la testa del suo avversario con le sue gambe saltando sull'avversario, mentre quest'ultimo è in piedi con la testa rivolta verso il basso.
Una variante di questa mossa comporta che l'avversario sia in posizione di Wrist lock.

### Somersault leg drop
L'esecutore della mossa esegue invece che un salto normale una capriola per colpire l'avversario con le gambe. Può essere eseguita anche dal paletto, in questo caso conserva comunque la definizione di Somersault leg drop.

### Arabian facebuster
L'esecutore esegue un Leg drop in corsa tenendo una sedia sotto le gambe. Può essere anche eseguita dal paletto, in questo caso continua ad assumere la denominazione di Arabian Facebuster o può anche essere definito Flying Arabian Facebuster.
Variante dell'Arabian Facebuster è l'Atomic Arabian Facebuster, ossia un Somersault leg drop eseguito dal paletto sempre con la sedia sotto le gambe.
Il lottatore ruota di 180 ° mentre salta e atterra con la gamba sul petto, sulla gola, sul viso o sulla testa di un avversario.
Rob Van Dam utilizza questa manovra, saltando dall'apron del ring, dalla barricata a bordo ring o dalla seconda o superiore corda su un avversario, che di solito è steso a terra, sospeso sopra l'apron del ring/barricata a bordo ring, sdraiato supino sugli annunciatori ' tavolo/tavolo normale, o intrappolato nelle corde ad anello. Usa anche una versione in piedi, ma solo occasionalmente.

### Double Legdrop
Questa variazione della caduta della gamba vede il lottatore far cadere entrambe le gambe sull'avversario, di solito sulla parte centrale, invece di una sola gamba. È stato utilizzato da Kofi Kingston, che lo chiama Boom Drop.

### Extreme Legdrop
Questa variazione di leg drop vede il lottatore attaccante tenere le gambe dell'avversario e poi eseguire un double leg drop (gambe unite) sull'inguine / zona addominale inferiore dell'avversario. Se eseguito per colpire il basso addome, l'utente piega leggermente le gambe per forzare i talloni nel basso addome. Se deve colpire l'area inguinale, il lottatore attaccante si piega (vale a dire, sporge la parte posteriore) e tiene le gambe dritte per forzare i talloni o la parte inferiore delle gambe nell'inguine. È stato reso popolare da Jeff Hardy.

### Guillotine Legdrop
Questa mossa è simile alla caduta della gamba, anche se viene eseguita con il corpo dell'avversario appeso sopra qualcosa, a volte con la testa dell'avversario appesa sopra una delle corde dell'anello o il grembiule dell'anello (quindi la testa è sospesa all'esterno). Il lottatore quindi attraverserà l'apron ed eseguirà una caduta della gamba sullo sterno dell'avversario, facendoli cadere entrambi e atterrare all'esterno del ring. Questo si riferisce anche alla gamba dell'attaccante che colpisce la gola dell'avversario in un leg drop standard.

### Jumping Ledgrop
Questa variazione vede un lottatore eseguire un salto prima di eseguire una gamba in piedi o in corsa cadere sulla testa, sul petto o sulla parte centrale di un avversario

### Running Ledgrop
Una variazione dell'originale, il lottatore attaccante rimbalza da un lato del ring, corre ed esegue il leg drop sul petto dell'avversario. La caduta della gamba in corsa è notoriamente la mossa finale di Hulk Hogan, solitamente preceduta da un grande stivale.

### Sliding Legdrop
Questa variazione vede l'attaccante eseguire una corsa o una scivolata da baseball verso un avversario sdraiato sul tappeto, prima di usare il proprio slancio per eseguire una caduta della gamba sulla testa, sulla parte centrale o sulla schiena dell'avversario.

### Slingshot Legdrop
L'attaccante, mentre è fuori dal ring, tira indietro le corde e, assistito dal rimbalzo delle corde, si spinge nel ring e sulla sua vittima. Le variazioni includono l'uso delle corde per una caduta della gamba con salto mortale con la fionda e un trampolino di lancio della fionda (dove l'attaccante salta sopra le corde) caduta della gamba in tuffo. Un'altra variante è quando l'attaccante si lancia contro il collo dell'avversario. La lottatrice della WWE Victoria ha usato questa mossa in molti dei suoi match.

### Somersault Legdrop
Un lottatore attaccante esegue un salto mortale in avanti per far cadere la gamba attraverso la gola o il petto di un avversario. C'è anche una variazione in cui la gamba che verrà lasciata cadere sull'avversario viene ruotata in avanti mentre si è in posizione eretta accanto all'avversario, quindi rapidamente ruotata indietro in modo che lo slancio del movimento del pendolo porti l'attaccante attraverso una capriola e la gamba venga lasciata cadere su qualsiasi parte del corpo è mirata. Alicia Fox usa questa mossa come firma.

### Split-Legged Legdrop
Questo è molto simile all'effettivo abbassamento della gamba, ma ci sono due varianti a questa mossa. Il primo è che il lottatore attaccante salta, divide le gambe in aria, quindi colpisce una delle gambe sul petto / sul collo dell'avversario. Un'altra variazione è che un lottatore in piedi aggancia una gamba fino alla testa, quindi cade in una posizione divisa sull'area del petto / collo dell'avversario; a volte il lottatore attaccante inchioda l'avversario con una spaccata. Questa mossa viene solitamente eseguita da donne, come Christy Hemme, Naomi e Cameron.

### Springboard Legdrop
Un lottatore attaccante salta giù dalle corde del ring dall'interno del ring o dal grembiule, allarga le gambe in aria e fa atterrare una gamba sul viso, sul petto o sul collo dell'avversario.